# Colom de capell clar
El colom de capell clar (Columba punicea) és un colom, per tant un ocell de la família dels colúmbids (Columbidae) que habita els boscos d'Àsia meridional a l'est de l'Índia, sud del Tibet, Myanmar, Tailàndia, sud de Laos, centre i sud del Vietnam i Hainan.

## Descripció
El colom de capell és una espècie gran de 36 a 40,5 cm de llarg, de color castany fosc amb una corona pàl·lida contrastada. El mascle té el cap de color gris blanquinós, les parts superiors de color marró violaci amb una lleugera brillantor verda al coll; mantell i esquena més fortament irisats; espatlla de color pissarra fosc i cobertes de cua superior; cobertes de les oïdes, de la gola i de les parts inferiors de color marró venós. Les femelles tenen una corona més gris marronosa. Els joves tenen inicialment el color de la corona que coincideix amb el mantell, les cobertes de les ales més apagades i les espatlles amb serrells rufat, una brillantor molt reduïda a les parts superiors i les parts inferiors més grises. Les potes són carmesí i l'iris és de color groc cremós en adults. La pell al voltant dels ulls són magenta.
Alguns taxònoms l'han agrupat juntament amb Colom argentat, ambdós coloms del Vell Món que no tenen patrons a la part posterior del coll.